# Yogalehrer
Ein Yogalehrer unterrichtet Yoga. Der Unterricht wird entweder in Kursen, regelmäßig stattfindenden Gruppen, als mehrtägige bzw. mehrwöchige Seminare oder als Einzelunterricht erteilt. In Indien, dem Mutterland des Yogas, wird in der Regel in Ashrams von einem Lehrer unterrichtet.

## Hintergrund
Yogalehrer ist keine geschützte Berufsbezeichnung, so dass Personen tätig werden, die eine Yogalehrerausbildung absolviert haben, von indischen Gurus ausgebildet sind und in deren Tradition stehen oder autodidaktisch Yogalehrer wurden.

## Ausbildung
Es gibt unterschiedliche Yogalehrerausbildungen, die sich in Art und Umfang deutlich unterscheiden. Die gesetzlichen Krankenkassen haben Leitlinien für die Anerkennung entwickelt, um ein Minimum an Qualität der von ihnen unterstützten Kurse zu gewährleisten: Demnach muss die Ausbildung mindestens 2 Jahre umfassen und neben den fachlichen Inhalten auch medizinische Grundlagen wie Anatomie, Physiologie, Psychosomatik und Atmung beinhalten.
Die meisten gesetzlichen Krankenkassen unterstützen die Teilnahme an einem Yogakurs pro Jahr. Voraussetzung dafür ist, dass der Unterrichtende über eine adäquate Vorausbildung verfügt. Anerkannte Vorausbildungen sind:
- Psychologen (Abschlüsse: Diplom, Magister, Master, Bachelor)
- Pädagogen (Abschlüsse: Diplom, Magister, Lehrer mit 1. u. 2. Staatsexamen)
- Sozialpädagoge und Sozialarbeiter (Abschlüsse: Diplom, Magister, Master, Bachelor)
- Sozialwissenschaftler (Abschlüsse: Diplom, Magister, Master, Bachelor)
- Gesundheitswissenschaftler (Abschlüsse: Diplom, Magister, Master, Bachelor), Arzt
- Sportwissenschaftler (Abschlüsse: Diplom, Staatsexamen, Magister/Master, Bachelor)
- Sportlehrer und Gymnastiklehrer (Abschlüsse: Staatl. anerk., Master, Bachelor)
- Physiotherapeut, Krankengymnast, Ergotherapeut, Erzieher
- Gesundheitspädagoge, (Abschlüsse: Diplom, Magister, Master, Bachelor)
- Heilpädagoge.

Seit die IHK des Saarlandes im Januar 2007 damit begonnen hat, einen vierjährigen Ausbildungslehrgang zum zertifizierten Yogalehrer anzubieten, ist eine Diskussion im Gang, ob dies ein sinnvoller Weg ist, die Qualität dieses Berufs zu sichern, oder ob andere Möglichkeiten geeigneter sind.

## Berufsverbände
Der Berufsverband der Yogalehrenden in Deutschland hat etwa 5.000 Mitglieder.